# Mark Knowles (tennisser)
Mark Knowles (Nassau, 4 september 1971) is een professioneel tennisspeler uit de Bahama's. Hij is zeer succesvol in het dubbelspel, waar hij tot en met 2007 voornamelijk met Daniel Nestor speelde. Hij heeft het record van de langste partij op Wimbledon, waar hij op 5 juli 2006 een partij speelde die 6 uur en 9 minuten duurde.

## Resultaten grandslamtoernooien
| Legenda | Legenda                          |
| ------- | -------------------------------- |
| g.t.    | geen toernooi gehouden           |
| l.c.    | lagere categorie                 |
| –       | niet deelgenomen                 |
| G       | uitgeschakeld in de groepsfase   |
| 1R      | uitgeschakeld in de eerste ronde |
| 2R      | uitgeschakeld in de tweede ronde |
| 3R      | uitgeschakeld in de derde ronde  |
| 4R      | uitgeschakeld in de vierde ronde |
| KF      | uitgeschakeld in de kwartfinale  |
| HF      | uitgeschakeld in de halve finale |
| F       | de finale verloren               |
| W       | het toernooi gewonnen            |
| w-v     | winst/verlies-balans             |

### Enkelspel
| Toernooi        | 1992 | 1993 | 1994 | 1995 | 1996 | 1997 | 1998 |
| --------------- | ---- | ---- | ---- | ---- | ---- | ---- | ---- |
| Australian Open | –    | –    | 1R   | –    | –    | 1R   | –    |
| Roland Garros   | –    | –    | –    | –    | 2R   | –    | –    |
| Wimbledon       | 2R   | –    | 2R   | 2R   | 2R   | –    | 1R   |
| US Open         | –    | –    | –    | 1R   | 2R   | –    | –    |

### Mannendubbelspel
| Toernooi        | 1992 | 1993 | 1994 | 1995 | 1996 | 1997 | 1998 | 1999 | 2000 | 2001 | 2002 | 2003 | 2004 | 2005 | 2006 | 2007 | 2008 | 2009 | 2010 | 2011 | 2012 |
| --------------- | ---- | ---- | ---- | ---- | ---- | ---- | ---- | ---- | ---- | ---- | ---- | ---- | ---- | ---- | ---- | ---- | ---- | ---- | ---- | ---- | ---- |
| Australian Open | –    | 2R   | 1R   | F    | KF   | KF   | 1R   | 2R   | 1R   | 2R   | W    | F    | KF   | 1R   | 1R   | HF   | HF   | F    | –    | 2R   | –    |
| Roland Garros   | –    | –    | –    | 3R   | 2R   | 2R   | F    | 2R   | 1R   | 3R   | F    | 3R   | KF   | HF   | 2R   | W    | 1R   | 3R   | 2R   | 1R   | 3R   |
| Wimbledon       | 2R   | KF   | 2R   | HF   | 3R   | 3R   | 3R   | HF   | 3R   | 3R   | F    | KF   | HF   | KF   | HF   | KF   | 1R   | KF   | 1R   | 1R   | 1R   |
| US Open         | –    | 1R   | HF   | KF   | 1R   | –    | F    | 1R   | 1R   | KF   | KF   | HF   | W    | 1R   | 3R   | KF   | 3R   | F    | 3R   | 3R   | 1R   |